# فرانکو ناوارو
فرانکو ناوارو (اسپانیایی: Franco Navarro‎؛ زادهٔ ۱۰ نوامبر ۱۹۶۱) بازیکن سابق و مربی فوتبال اهل پرو است.
از باشگاه‌هایی که در آن بازی کرده‌است می‌توان به باشگاه فوتبال ایندپندینته، باشگاه ورزشی دیپورتیوو کالی، باشگاه فوتبال آلیانزا لیما، باشگاه فوتبال دپورتیوو مونیسیپال، و باشگاه فوتبال اسپورتینگ کریستال اشاره کرد.
وی همچنین در تیم ملی فوتبال پرو بازی کرده‌است.